# Almena (hrabstwo Barron)
Almena – wieś w Stanach Zjednoczonych, w stanie Wisconsin, w hrabstwie Barron.